# Вільям Мелвілл Мартін
Вільям Мелвілл Мартін (англ. William Melville Martin; нар. 30 листопад 1886, Суть Гурон, Онтаріо †10 червня 1976) — адвокат, Канадський політичний діяч, та 2-й прем'єр провінції Саскачевану від 1916 до 1922 рр.

## Біографія
В 1908 році Мартін був обраний в Законодавчу палату провінції Саскачевану. Після того як Томас Волтер Скотт пішов у відставку з посади Прем'єра в 1916 році, Мартін очолив цю посаду. В 1917 році партія Мартіна перемогла на провінційних виборах, отримавши 51 місце з 59 місць в палаті провінції Саскачеван.
У 1921 році партія Мартіна перемогла на провінційних виборах отримавши 46 місць в палаті провінції Саскачеван. Мартін пішов у відставку з посади лідера партії й покинув політику в 1922 році й став суддею в Саскачевані.
З 1941 до 1961 року Мартін був головним суддею Апеляційного Суду Саскачевану.